# Cavalhon
Cavalhon (nom occità) (en francès Cavaillon) és un municipi francès situat al departament de Valclusa i a la regió de Provença – Alps – Costa Blava. L'any 1999 tenia 24.563 habitants.

## Preàmbul
Cavalhon: la situació geogràfica d'aquesta localitat, en fa una població d'obligada visita del Luberon i la Provença. Cal descobrir les extraordinaris aromes, senders i activitats en plena natura que es poden gaudir al turó de Saint-Jacques o recórrer els carrers del nucli antic i conèixer la història local a través de l'Antiguitat, l'Edat Mitjana (el bisbat, els jueus comtadins) i l'era moderna, per acabar passejant per les grans avingudes que envolten la part antiga de la ciutat, esquitxades de cases senyorials, edificis de la Belle Époque i belles vistes del turó.

## Que cal veure
L'Arc romà.

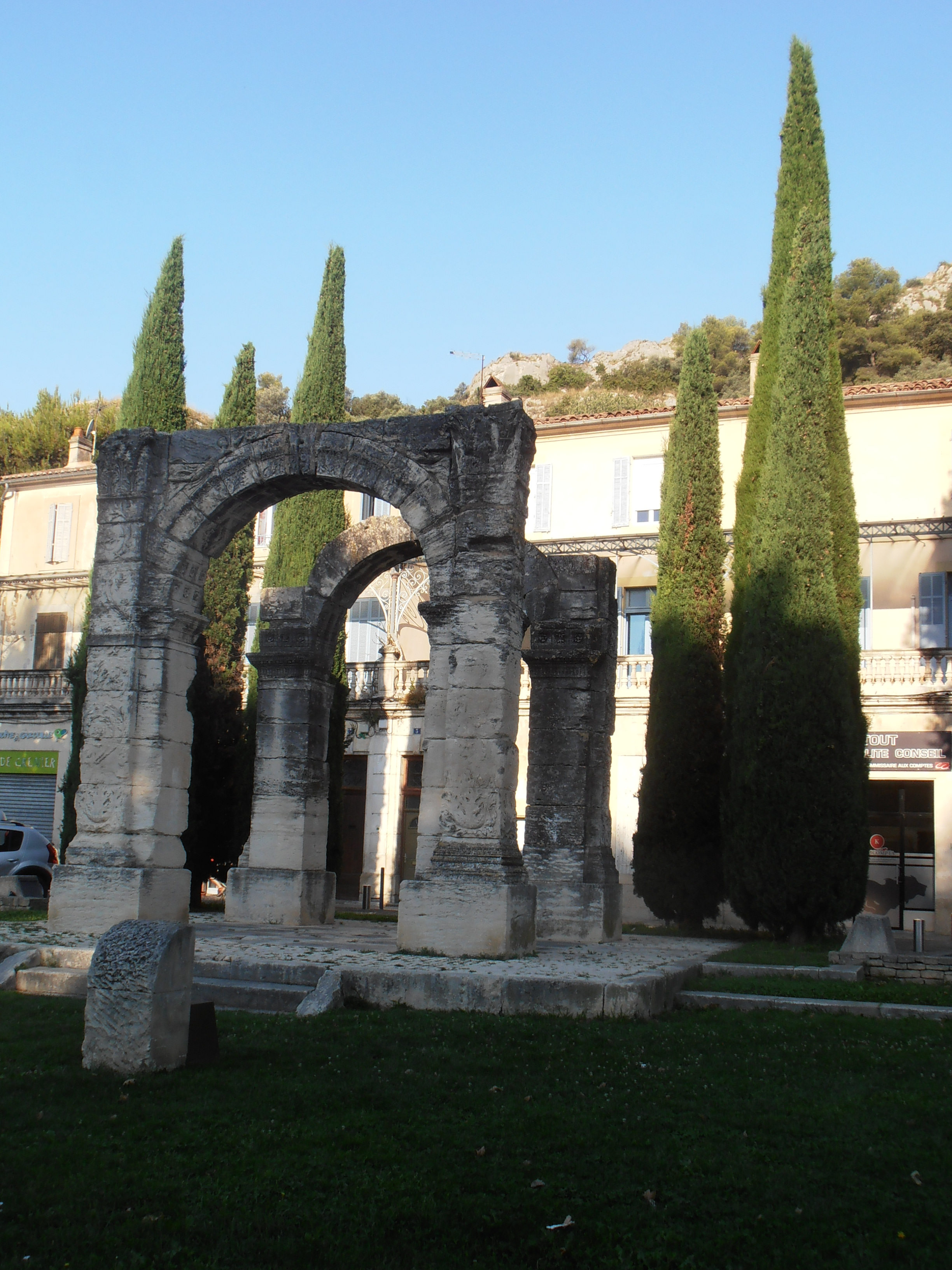
Arc romà

 L'arc romà data de principis del segle dC. Ricament decorat (corones de llorer, flors, ocells...) inicialment s'alçava al centre de la ciutat i servia per senyalitzar l'entrada monumental a un edifici o a la plaça pública, en l'època anomenada fòrum. Situat al sud de la catedral, a l'edat mitjana es va incorporar als murs del palau episcopal, que al seu torn va ser enderrocat l'any 1820. L'any 1880 es va traslladar al final de la plaça del Clos.

L'Ajuntament,
 En forma d'U, l'Ajuntament es va construir l'any 1750, al lloc on hi havia l'ajuntament medieval. El vitrall i els elements de forja de la façana es van fer entre 1895 i 1897.

L'Hotel d'Agar,
 es va construir sobre les ruïnes de la ciutat romana situada als peus del turó de Saint Jacques. Des del segle xii, la seva arquitectura no ha deixat d'enriquir-se: una torre gòtica octogonal amb escala de cargol i gàrgola, sales dels segles xvi i XVII embellides amb sostres pintats, una façana menor d'estil Lluís XIV amb vistes a la plaça Cabassole i, finalment, un bonic jardí.

La catedral de Notre Dame i St-Véran,
 situada al cor del centre històric, es remunta a l'època medieval. L'edifici original, construït a finals del segle xi, va ser ampliat al segle següent fins a assolir la seva mida actual: una nau única de cinc vans s'obre a un cor la cúpula del qual acaba amb un campanar octogonal del segle xiii. Fins i tot el claustre ombrívol, un autèntic oasi de pau, es remunta a principis del segle xiii.

La Sinagoga (XVIII sec.), Museu Jueu del Comtat.
 Està erigit al cor de l'antiga pedrera dels jueus de Cavalhon. Reconstruït entre 1772 i 1774 sobre fonaments anteriors que es remunten al segle xv, es distribueix en dos volums superposats, connectats per una escala exterior. Lloc d'oració, escola i assemblea de la comunitat jueva, testimoni de la vida col·lectiva dels Jueus del Papa.

La capella del Gran Couvent.
 Originàriament, cap al segle xiv, el convent acollia una comunitat de monges benedictines. La contrareforma del segle XVII va obligar a construir un nou convent i una nova capella. La façana presenta una bonica decoració d'estil antic amb una porta tallada en relleu i el perfil de Sant Benet envoltat dels seus atributs. Avui la capella està dedicada a exposicions.

El Museu Arqueològic de l'Hôtel Dieu.
 La capella de l'Hôtel Dieu es troba prop de la Porta d'Avignon, el que queda de les antigues muralles de la ciutat, i des de 1907 acull les col·leccions arqueològiques de la zona.

El canal de Saint-Julien

És el canal més antic de la Provença. El 1171, el senyor local va concedir al bisbe de Cavalhon el dret de desviar part de les aigües del riu Durance per fer funcionar una sèrie de molins de gra, inclòs el situat a l'est de l'actual Cours Gambetta. Al segle xiii, aquest canal també va permetre regar els terrenys de la zona. A mitjan segle XVI s'amplià fins al llogaret de Les Vignères, al nord-oest de Cavalhon.

La seu de la caixa d'Epargne e Credit Lyonnais

Aquests dos edificis van ser construïts a principis del segle xx. El del banc Caisse d'Epargne està coronat per una cúpula. Aleshores anomenat Grand Hôtel Moderne, era l'hotel més prestigiós de la ciutat. Els noms de l'arquitecte, empresari i escultor que van construir l'edifici estan gravats sobre la porta d'entrada de la seu del banc Crédit Lyonnais, que dona al Cours Bournissac.

La Place du Clos

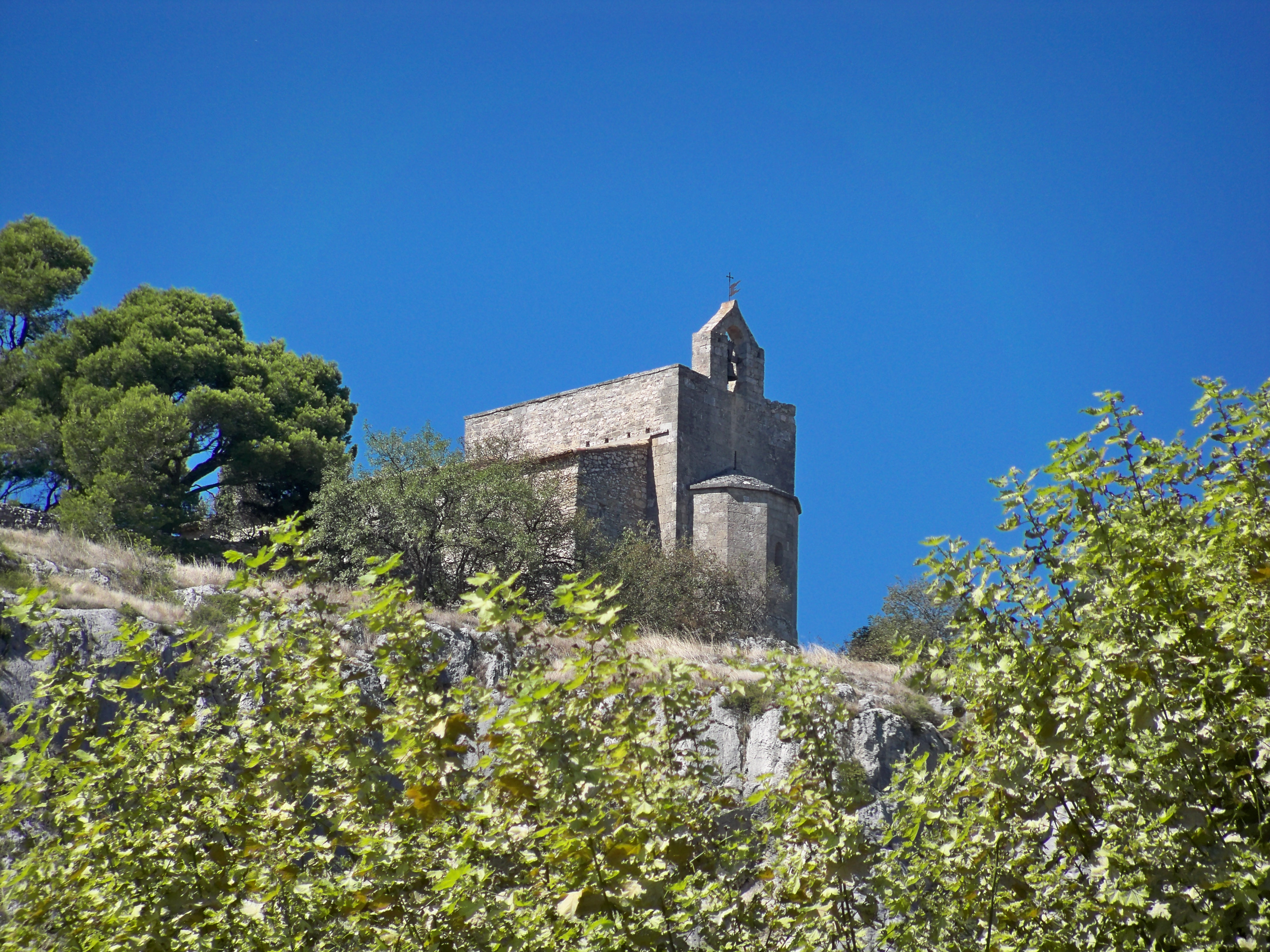
Ermita de Saint Jacques

Una vegada envoltada de plàtans frondosos, aquesta plaça va acollir el mercat, epicentre del comerç local de fruites i hortalisses (entre els quals destaca el meló). Construït a finals del segle xix, el pas de vianants Vidau connecta la plaça del mercat amb el centre de la ciutat. El cafè Le Fin de Siècle es remunta a la mateixa època.

La cappella St Jacques

El turó de St Jacques va ser el lloc d'assentaments des de la prehistòria fins a l'època romana. La capella de Saint-Jacques, que domina la ciutat de Cavalhon, representa un testimoni de l'art romànic a la Provença. L'edifici original, datat al segle xii, va adquirir el seu aspecte actual només al segle xvi, gràcies a l'ermità César de Bus. A l'ermita es pot arribar a peu des del centre històric en només 20 minuts.

## Fills ilustres
- Henri-Sébastien Blaze (1763-1833), compositor musical i notari.
- Castil-Blaze (1763-1833), musicòleg

## Demografia
| Evolució de la població |       |       |       |       |       |       |       |       |
| 1793                    | 1800  | 1806  | 1821  | 1831  | 1836  | 1841  | 1846  | 1851  |
| 5 193                   | 5 192 | 5 750 | 6 360 | 6 911 | 7 041 | 7 195 | 7 428 | 7 405 |

| 1856  | 1861  | 1866  | 1872  | 1876  | 1881  | 1886  | 1891  | 1896  |
| ----- | ----- | ----- | ----- | ----- | ----- | ----- | ----- | ----- |
| 7 431 | 7 779 | 8 034 | 8 034 | 8 454 | 8 591 | 9 144 | 9 077 | 9 405 |

| 1901  | 1906  | 1911  | 1921  | 1926   | 1931   | 1936   | 1946   | 1954   |
| ----- | ----- | ----- | ----- | ------ | ------ | ------ | ------ | ------ |
| 9 850 | 9 952 | 9 416 | 8 991 | 10 451 | 11 743 | 12 522 | 13 804 | 14 831 |

| 1962   | 1968   | 1975   | 1982   | 1990   | 1999   | 2006 | 2011 | 2016 |
| ------ | ------ | ------ | ------ | ------ | ------ | ---- | ---- | ---- |
| 17 058 | 21 388 | 21 259 | 20 615 | 23 102 | 24 563 | -    | -    | -    |

| 2019 | - | - | - | - | - | - | - | - |
| ---- | - | - | - | - | - | - | - | - |
| -    | - | - | - | - | - | - | - | - |

## Administració
| Període   | Identitat           | Partit |
| --------- | ------------------- | ------ |
| 1945-1977 | Fleury Mitifiot     |        |
| 1977-1989 | Fernand Lombard     |        |
| 1989-1992 | Maurice Bouchet     |        |
| 1992-2008 | Maurice Giro        | UMP    |
| 2008-     | Jean-Claude Bouchet | UMP    |

## Agermanaments
- Weinheim
- Langhirano